# Eloceria delecta
Eloceria delecta är en tvåvingeart som först beskrevs av Johann Wilhelm Meigen 1824.  Eloceria delecta ingår i släktet Eloceria och familjen parasitflugor. Arten är reproducerande i Sverige. Inga underarter finns listade i Catalogue of Life.